# Solenopsis santschii
Solenopsis santschii é uma espécie de formiga do gênero Solenopsis, pertencente à subfamília Myrmicinae.